# Unterpreth
Unterpreth ist ein Ortsteil der Gemeinde Hellenthal im Kreis Euskirchen, Nordrhein-Westfalen.

## Lage
Der Ortsteil liegt südwestlich von Hellenthal an der Bundesstraße 265. Am östlichen Ortsrand fließt der Prether Bach. 

## Verkehr

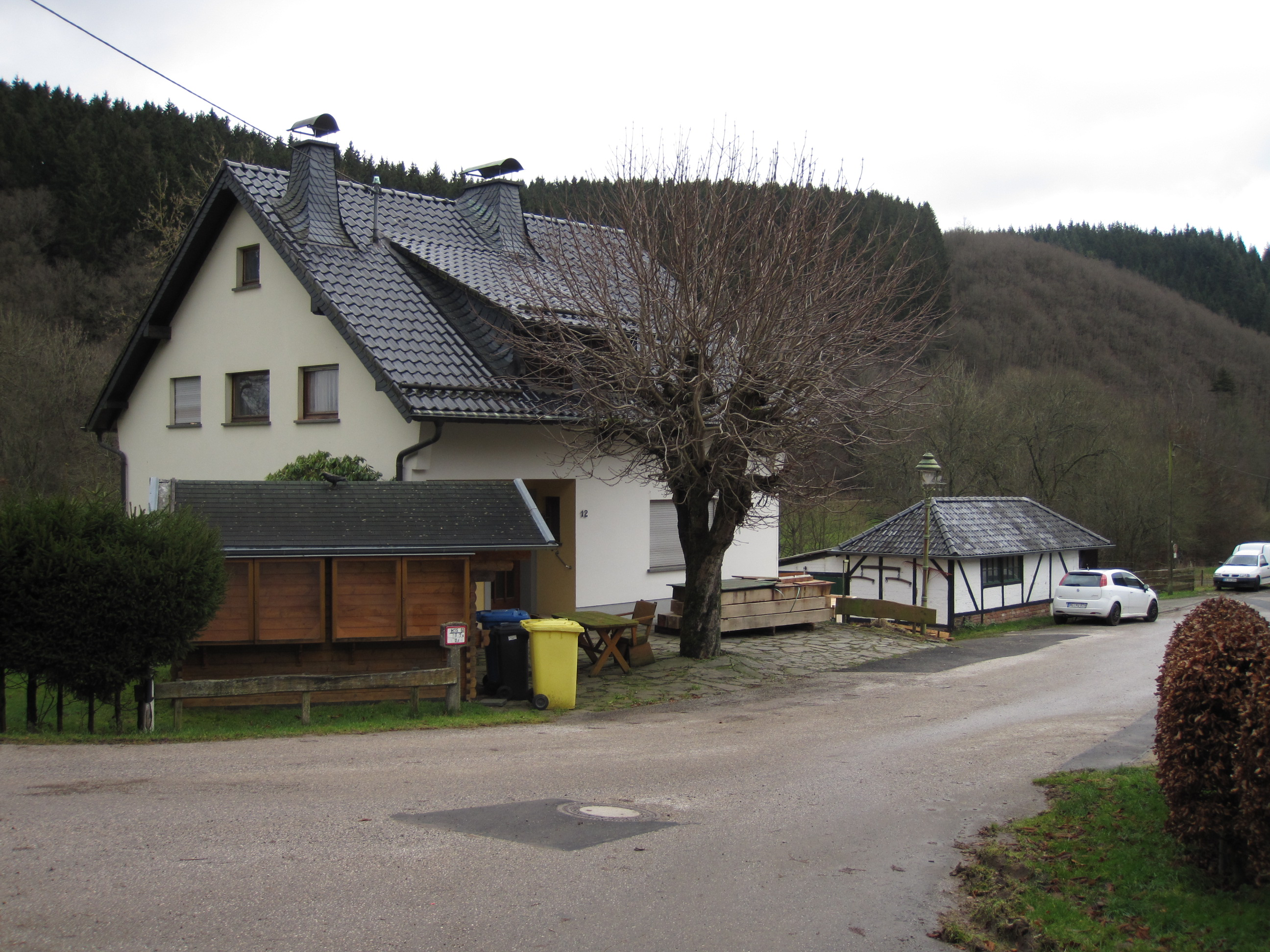
Bushaltestelle Unterpreth

Die VRS-Buslinie 839 der RVK verbindet den Ort, ausschließlich als TaxiBusPlus nach Bedarf, mit seinen Nachbarorten und mit Hellenthal.
| Linie | Verlauf |
| ----- | --- |
| 839   | MiKE (außer im Schülerverkehr): Hellenthal Busbf – Platiß – (Unterpreth –) Hollerath – Ramscheid – Ramscheiderhöhe – (Miescheid –) Udenbreth – Losheimergraben – Losheim – Kehr |